# Bill Thomson (ishockeyspelare)
William Ferguson "Bill" Thomson, född 23 mars 1914 i Troon i South Ayrshire, död 6 augusti 1993, var en kanadensisk ishockeyspelare.
Thomson blev olympisk silvermedaljör i ishockey vid vinterspelen 1936 i Garmisch-Partenkirchen.